# Mouřínov
Mouřínov település Csehországban, Vyškovi járásban. Mouřínov Rašovice, Bučovice, Žarošice, Heršpice és Ždánice településekkel határos. Lakosainak száma 483 fő (2024. január 1.).

## Népesség
A település lakosságának változását az alábbi diagram mutatja:
| Lakosok száma | 630  | 698  | 808  | 708  | 523  | 467  | 460  | 460  | 483  | 483  |
|               | 1869 | 1890 | 1921 | 1950 | 1980 | 2001 | 2017 | 2019 | 2022 | 2024 |